# オダニの車橋
オダニの車橋（オダニのくるまばし）は、大分県由布市庄内町櫟木の大分川水系間田川に架かる石造単アーチ橋である。大分県の有形文化財に指定されている。

## 概要
1848年（嘉永元年）に、地元の庄屋三重野善治によって、府内藩に納める年貢米を運ぶために架けられた石橋である。運搬のための車が通行可能な、幅の広い橋であることから車橋と呼ばれる。橋幅を広げるために、高欄の石を橋面から突き出す工夫がされている。
オダニとカナ書きされるのは、所在地の小字が小谷とも尾谷とも書かれるためである。約100m上流に1895年（明治28年）架橋の阿南橋（石造単アーチ橋）があることから、阿南下橋とも呼ばれる。

## 諸元
- 所在地：大分県由布市庄内町櫟木
- 河川：大分川水系間田川
- 形式：石造単アーチ橋
- 橋長：12.6m
- 橋幅：3.2m
- 径間：5.9m
- 竣工：1848年（嘉永元年）
- 文化財指定等：大分県指定有形文化財

## 交通
JR九州久大本線小野屋駅から、バスで約5分、櫟木停留所下車。